# مدرسة ضباط الصف بجيش البر (تونس)
مدرسة ضباط الصف بجيش البر (بالفرنسية: École des sous-officiers de l'armée de terre) هي مؤسسة عمومية تونسية للتدريب العسكري مسؤولة عن تكوين طلبة ضباط الصف من جيش البر التونسي،الاتجاهات والهيئات المركزية لوزارة الدفاع، في توفير معرفتهم والمهارات الأساسية، مما يتيح لهم الاندماج في الحياة العسكرية.

## مقالات ذات صلة
- الجيش الوطني التونسي
- وزارة الدفاع الوطني (تونس)

## روابط خارجية
- (بالفرنسية) مدرسة ضباط الصف بجيش البر نسخة محفوظة 28 يونيو 2013 على موقع واي باك مشين. على الموقع الرسمي لوزارة الدفاع الوطني